# Mindy Drapsa
Mindy Drapsa, född 1981 i Stockholm, är konstnärlig ledare för teckenspråkig scenkonst, producent och regissör.

## Biografi
Mindy Drapsa växte upp i Stockholm, men spenderade sina gymnasieår i Örebro på Riksgymnasiet för döva och hörselskadade, en del av Risbergska skolan. Senare studerade Drapsa vid Stockholms universitet där hon avlade magisterexamen i teckenspråk på lingvistiska institutionen, och hon har även studerat TV-producent för döva på Stockholms konstnärliga högskola. 
Vidare så kom Drapsa att arbeta inom TV och har bland annat varit producent för ett flertal TV-program för SVT. Hon är även medskapare av produktionsbolaget Dramaski, där hon också var VD mellan 2012-2017. 2013 tilldelades Mindy Drapsa och Filip Burman priset Guldtecknet av Sveriges Dövas Riksförbund för TV-serien anders.se. Serien producerades av Dramaski och var Sveriges första TV-serie på teckenspråk helt utan ljud. Drapsa har även nominerats till SVT:s mångfaldspris och Spektrumpriset.
2019 blev Mindy Drapsa den första döva personen att tillträda i rollen som konstnärlig ledare på Riksteatern Crea som producerar scenkonst på svenskt teckenspråk. Riksteatern Crea har funnits sedan 1970 och är den enda aktören i Sverige som erbjuder teckenspråkig teater. Tidigare hette Riksteatern Crea Tyst Teater, men ett namnbyte skedde under Drapsas konstnärliga ledning då man menar att namnet var missvisande då döv teater aldrig varit tyst. 2025 tilldelades Riksteatern Crea det prestigefyllda internationella priset Zero Project Award för sitt arbete med att stärka dövkulturen och döva människors rättigheter i Sverige.
Mindy Drapsa driver aktivt opinion och debatt i frågor som rör just dövas rättigheter, som exempelvis rätten till teckenspråk och inkludering av dövkulturen i det svenska samhället. Hon har hörts ett flertal gånger i Sveriges radio angående dessa frågor, samt synts i bland annat Aftonbladet med en debattartikel om att erkänna svenskt teckenspråk som nationellt minoritetsspråk.